# باشگاه فوتبال پرسیک کدیری
باشگاه فوتبال پرسیک کدیری که به اختصار پرسیک کدیری نامیده می‌شود، یک باشگاه فوتبال حرفه‌ای اندونزیایی مستقر در کدیری، جاوه شرقی، اندونزی است. آنها در حال حاضر در لیگ ۱ رقابت می کنند. این باشگاه در سال ۱۹۵۰ تاسیس شد و مسابقات خانگی خود را در ورزشگاه براویجایا برگزار می‌کند.
پرسیک کدیری بازی در لیگ برتر اندونزی (که اکنون لیگ ۱ است) را در سال ۲۰۰۳ آغاز کرد. این تیم لقب ببرهای سفید را دارد و شعار پرافتخار جاجاتی یا پنجالو جایاتی را دارد که به معنی کدیری می‌برد است که از کتیبه هانتانگ گرفته شده است. داستان پیروزی پادشاهی کدیری با پادشاه مشهور آن زمان جایابایا بر جانگالا، به جرقه‌ای از شور و شوق و امید برای تیم تبدیل شد تا همیشه در هر مسابقه برای پیروزی تلاش کند. پرسیک کدیری با پیراهن سلطنتی بنفش یکسان است.